# Film im Film
Der Begriff Film im Film, auch Reflexives Kino, bezeichnet Filme, die das Medium Film selbst reflektieren. Beispielhaft sind die Thematisierung des Kinos und seiner Geschichte (Boulevard der Dämmerung, Nickelodeon, Cinema Paradiso) oder des Filmemachens und seiner Schwierigkeiten (Die amerikanische Nacht, Achteinhalb, The Player, Living in Oblivion, Inside Hollywood). Die Selbstreflexivität wird sowohl im konventionellen Hollywoodfilm als auch im Autorenfilm verwendet. Einer der bekanntesten Vertreter ist der 1952 gedrehte Singin’ in the Rain, in dem die Umstellung von Stummfilmen auf den Tonfilm thematisiert wird. Der preisgekrönte Spielfilm The Artist von 2011 spielt ebenfalls in dieser Zeit der Übergangsphase.
Das reflexive Kino wird in der Regel mit Anspielungen und verdeckten Bedeutungen angereichert („filmische Ironie“), die sich nur dem Cineasten erschließen. Die Selbstreflexion wird vor allem dem postklassischen Film zugeordnet (etwa die Filme des New Hollywood und der Nouvelle Vague), weil die Formenwelt des traditionellen Kinos vorausgesetzt wird, um diese zu variieren, zu parodieren oder auch zu kritisieren. In Die Verachtung (1963) geht Jean-Luc Godard hart ins Gericht mit der Filmindustrie Hollywoods sowie der Kommerzialisierung des Films – im krassen Gegensatz zur Leidenschaft und der Kunst, Filme zu machen – und zeigt im Vorspann die Dreharbeiten zum Film selbst.
Ebenso lassen sich Bezüge zur Frühgeschichte des Films herstellen: Als Robert W. Paul 1901 The Countryman and the Cinematographe veröffentlichte, um die Reaktion des Publikums auf das neue Medium Film zu parodieren, war das Prinzip Film im Film eher Karikatur als Kunstform. Erst 1924 gelang Buster Keaton in Sherlock, jr. die künstlerische Reflexion des Mediums Film in einem Film, indem er die Handlung in die Traumwelt eines Filmvorführers versetzte und damit das Wesen des Kinos essayistisch aufarbeitete.
Neben der Selbstreflexion des Mediums Films sind häufig auch andere Medien Gegenstand der Reflexion, etwa die Fotografie (Blow Up), die Malerei (Das Mädchen mit dem Perlenohrring, Die Mühle und das Kreuz), das Theater (Alles über Eva, Birdman), das Musical (Applaus), das Radio (Julia und ihre Liebhaber) oder das Fernsehen (Network, Die Truman Show, Quiz Show, Das Millionenspiel).